# Monnina membranifolia
Monnina membranifolia är en jungfrulinsväxtart som beskrevs av Ramón Alejandro Ferreyra. Monnina membranifolia ingår i släktet Monnina och familjen jungfrulinsväxter. Inga underarter finns listade i Catalogue of Life.